# Lingotto (quartiere)
Il Lingotto (Lingòt in piemontese) è un quartiere della circoscrizione 8 della città di Torino.
Fino al 2016 apparteneva alla circoscrizione 9 (con Nizza Millefonti e Borgo Filadelfia), poi è stato unificato con la 8 (San Salvario, Borgo Po, Cavoretto), con l'applicazione del regolamento comunale n. 374/2016.

## Collocazione
È delimitato:
- a nord, da Corso Eusebio Giambone (confine con Filadelfia)
- ad est, dalla ferrovia (confine con Nizza Millefonti)
- ad ovest, da Corso Unione Sovietica (confine con Mirafiori Nord e Mirafiori Sud)
- a sud, da Via Onorato Vigliani - Via Pio VII - Corso Traiano / Corso Piero Maroncelli (confine con Mirafiori Sud)

## Storia

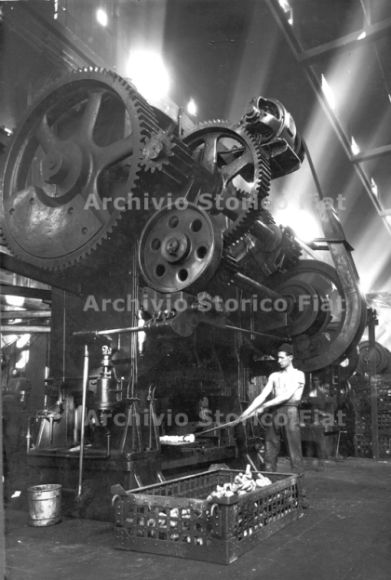
Stabilimento Fiat Lingotto, reparto grandi presse per stampaggio, pressa sbavatrice, Torino 1934

Abitato in epoca preromana dalla popolazione celtica dei Ligoni, l'odierno Lingotto nacque intorno al XV secolo come latifondo rurale tra Torino e Moncalieri, prendendo il
nome dalla cascina agricola che sorgeva lungo l'antica strada di collegamento Grugliasco-Moncalieri, l'attuale via Passo Buole, 60, nella zona denominata Basse del Lingotto, che dà accesso al quartiere Mirafiori Sud.
 Chiamata anche Cascina Juva, nel XVI secolo prese il nome dai nobili Lingotto (o Lingotti), già signori di Moncalieri, di cui ultimo estinto della dinastia fu tal Melchiorre detto il Marchiò, sindaco moncalieriese fino al 1559. Il terreno passò poi al Cav. Emanuele Filiberto Panealbo fino al 1649, che la rivendette al Conte Cavaliere di Gran Croce dell'Ordine Mauriziano Giovan Battista Trucchi di Levaldigi (1617-1698), così come la più grande cascina della zona, detta La Generala, oggi sede del Carcere Minorile "Ferrante Aporti" (Strada Stupinigi, oggi corso Unione Sovietica).
All'inizio del XVII secolo il borgo si ampliò, arricchendosi di artigiani e contadini protetti sia dal dominio feudale di Vittorio Amedeo II di Savoia, sia dalla diocesi cattolica del beato Valfré, che evangelizzò gran parte della zona sud della capitale sabauda. La piccola chiesetta del Lingotto, eretta nel 1686 a pochi metri dalla Cascina, fu dedicata a San Giovanni Battista, e successivamente distrutta dai bombardamenti aerei del 4 giugno 1944, quindi sostituita dall'attuale Immacolata Concezione e San Giovanni Battista, consacrata nel 1978. Prospiciente ad essa, in via Passo Buole 73, l'antica villetta di Emilio Borbonese (storico di fine Ottocento), oggi pressoché inglobata nelle cosiddette case "Basse".
Nel 1765, la zona passò al Conte Carlo Pietro Avenati del ramo dei Rebaudengo di Mondovì, sotto la protezione dei Savoia. Nel 1788 fu annesso alla chiesetta del Lingotto il cimitero, sul lato sud dell'attuale via Passo Buole, laddove ora sorge il piccolo parco comunale "Di Vittorio".

Intorno al 1845-1850, l'area più orientale del quartiere fu sfruttata per la costruzione del passante ferroviario della linee ferroviarie verso sud. Quando re Carlo Alberto di Savoia sovvenzionò la costruzione della linea ferroviaria per Genova, la zona fu successivamente popolata da pendolari e dipendenti della stessa. A tutt'oggi, il quartiere ospita la storica Stazione ferroviaria di Torino Lingotto, ricostruita poi nel 1984.
Nel 1915 poi, la nascente industria Fiat impiantò il suo stabilimento di produzione di automobili sui resti dell'antico podere dei nobili Robilant (a ridosso col quartiere Nizza-Millefonti), e che prese il nome di Fiat Lingotto. Divenne così lo stabilimento ufficiale Fiat, trasferendo la produzione dalla precedenti officine di corso Dante. Il comprensorio fu completato solo nel 1922; l'industria trasformò rapidamente il borgo, facendolo passare da luogo rurale a quartiere operaio. Dal 1922 al 1936, la presenza della Fiat Lingotto, prima della nascita dello stabilimento di Mirafiori, portò un rapido sviluppo economico in tutta la zona.
Famosa fu anche la sequenza cinematografica del film Un colpo all'italiana, del 1969, che immortalò la nota pista di collaudo automobili situata sul tetto dello stabilimento Fiat Lingotto, attualmente esistente sotto il ristorante a bolla di vetro panoramica.
Nel periodo fascista poi, sorsero i depositi dei Mercati Generali Ortofrutticoli di Torino sud, o altrimenti detti "Magazzini di vendita Ortofrutticola all'Ingrosso" (M.O.I.), un comprensorio dominato da una piccola torretta littoria sull'allora chiamata piazza Balilla, poi rinominata piazza Galimberti. Nello stesso periodo, nel 1933, sorse l'adiacente Stadio Municipale (allora intitolato a Benito Mussolini), nel vicino quartiere di Santa Rita, sempre provvisto di Torre littoria (detta Torre Maratona), in stile razionalista, fu poi rinominato Stadio Comunale dal 1945 al 2005 (nel 1986 fu intitolato a Vittorio Pozzo), quindi rimodellato come complesso polifunzionale Olimpico, per via delle olimpiadi invernali del 2006.

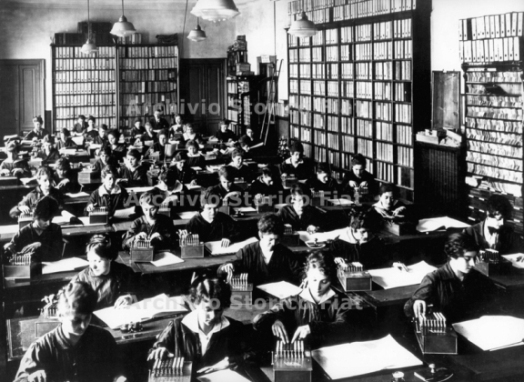
Impiegate addette alle macchine calcolatrici all'interno dell'ufficio contabilità dello stabilimento Fiat Lingotto, Torino 1923

Negli anni 1928-1933, adiacente all'antico corso Stupinigi, l'attuale corso Unione Sovietica, sempre a ridosso del quartiere Santa Rita, fu eretto un centro studi cattolico domenicano, quindi la parte inferiore dell'attuale chiesa Madonna delle Rose, entrambi adiacenti al vicino ex-ospizio di Carità, rinominato poi Regio Istituto di Riposo per la Vecchiaia, oggi sede universitaria e di aziende private, anch'esso in quartiere Santa Rita.

Sempre nel periodo fascista, di forte espansione fu anche la zona nord del quartiere, detta Borgo Filadelfia, dal nome della via omonima. Nel 1925 ad esempio, sorse l'antica fabbrica del chinino (oggi sede della Polizia Municipale), e lo storico Campo (di calcio) Torino, poi ribattezzato Stadio Filadelfia, che servì per il Torino Football Club. In disuso da molti anni, è stato sottoposto a ricostruzione e riconversione funzionale nel 2017.

Borgo Filadelfia inoltre, ospitava l'area dell'antica dogana ferroviaria di Torino sud. Ristrutturata, oggi è usata come sede di uffici amministrativi e parte della caserma della Finanza, che termina con un palazzo eclettico all'angolo con via Giordano Bruno.

Un lungo tunnel stradale detto sottopassaggio (o sottopasso) del Lingotto, scorre da corso Giambone (già corso Agrigento) sotto tutta la linea ferroviaria, fino a via Ventimiglia nella zona Nizza Millefonti. Costruito nel 1930, fu allargato a due corsie nel 1979, quindi aggiunto di un raccordo per corso Unità d'Italia e il polo fieristico-commerciale Lingotto nel 1997.
 Attualmente è parzialmente interrotto a causa lavori di consolidamento della struttura dal 2023.

### Oggi

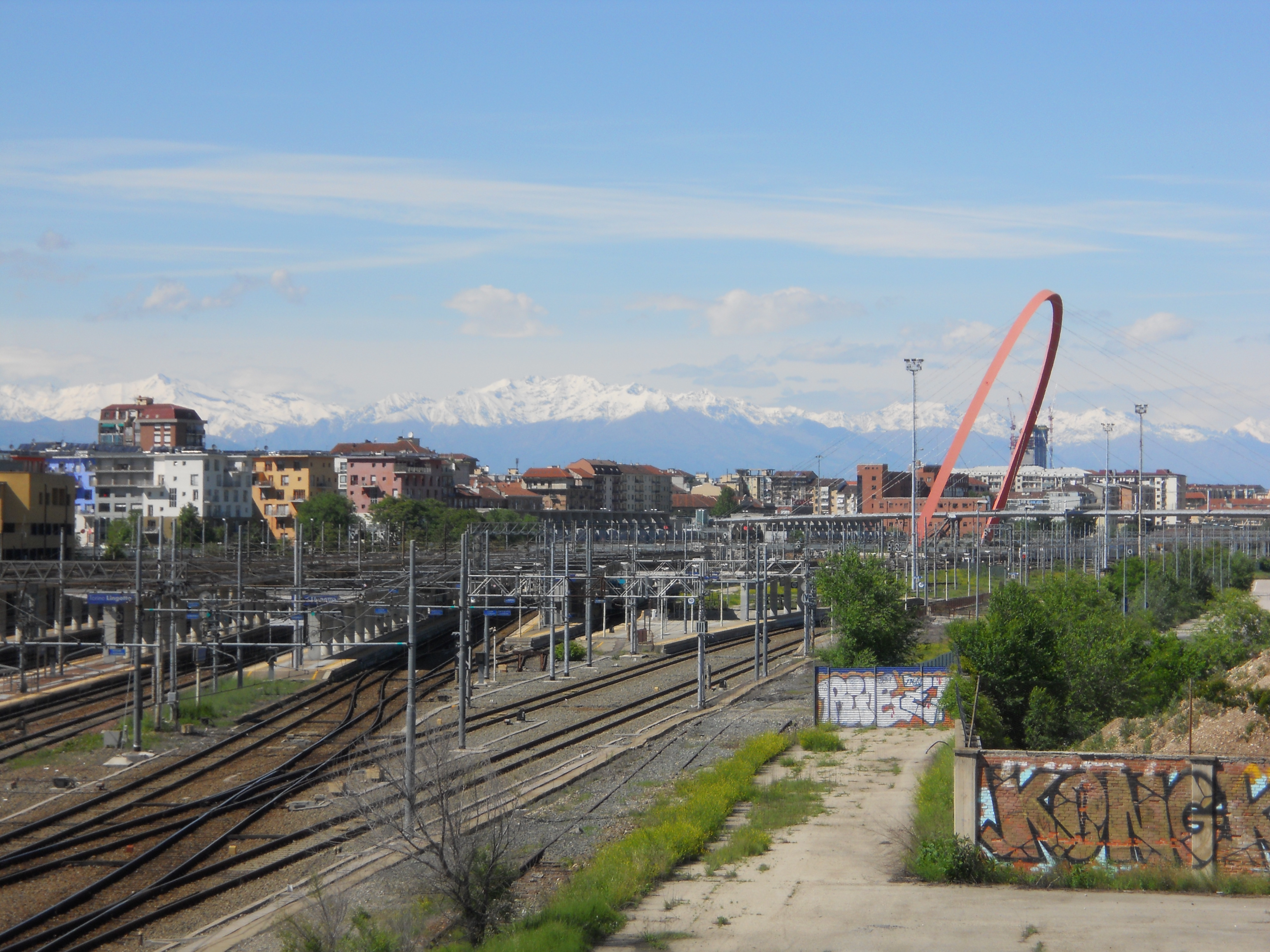
Scalo ferroviario Lingotto ed Arco Olimpico sullo sfondo

Parte del quartiere fu rivalutato negli anni novanta, grazie al rifacimento del complesso multifunzionale Lingotto, sui resti degli ex stabilimenti Fiat.

Un'altra ristrutturazione del quartiere avvenne per le Olimpiadi Invernali Torino 2006: nelle aree di deposito degli ex-Mercati Generali (M.O.I.), furono creati dei nuovi edifici, più il cosiddetto "villaggio olimpico", per ospitare gli atleti, costituito da prefabbricati di molteplici colori. Sul retro, costeggiante la ferrovia, fu allargata tutta la via Zini.
 Fu inoltre posizionato un arco olimpico, in lamiera color rosso, che spicca verso l'alto, con una passerella pedonale che scorre sotto per circa 400 metri, passando sulla ferrovia e su via Zini, unendo piazza Galimberti (l'area ex Mercati Generali M.O.I.) col complesso polifunzionale del Lingotto e via Nizza, verso il quartiere Nizza Millefonti.
Oggi l'ex "villaggio olimpico" M.O.I., dopo una lunga e profonda ristrutturazione, è abitato da studenti universitari e uffici dell'Agenzia Regionale per la Protezione dell'Ambiente del Piemonte (ARPA).
 
La parte degli edifici precedentemente occupata abusivamente dagli immigrati è stata spesso oggetto di aspro dibattito sociopolitico e di continue proteste della popolazione sino al 2019, quando si è completato lo sgombero delle palazzine e si è cominciata una opera di recupero funzionale del complesso.  
Dal 2011 è in corso una grande opera nell'area ex-Avio/ponte di via Passo Buole, già sotto quartiere Nizza Millefonti, dove sta sorgendo il comprensorio del Grattacielo della Regione Piemonte, inaugurato finalmente nel novembre 2022.

## Parchi

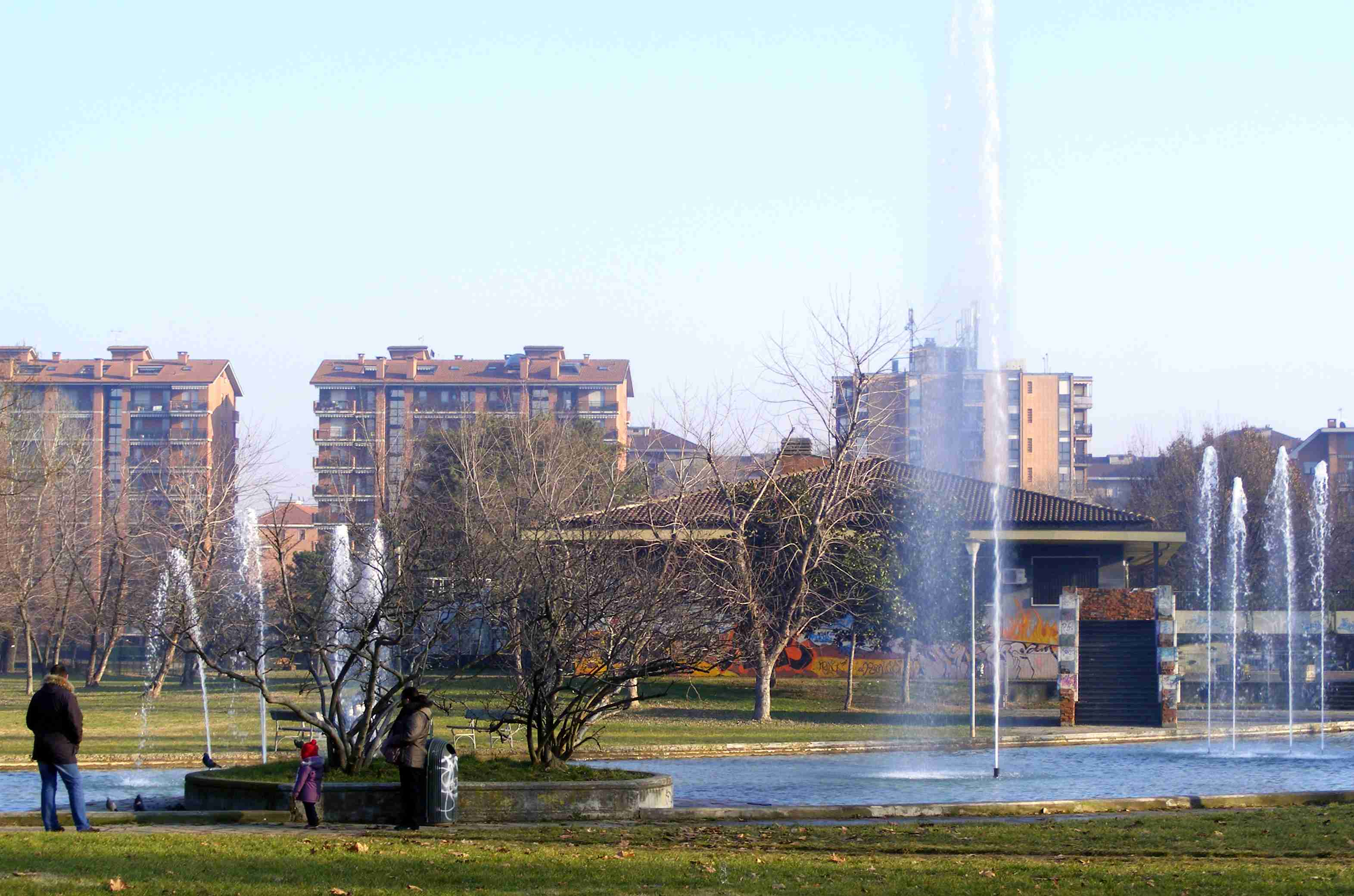
Parco Di Vittorio: il laghetto con i getti d'acqua

- Parco Di Vittorio, con una superficie di circa 1 km² e tagliato da via Passo Buole
- Piazza Galimberti (precedentemente denominata Balilla), utilizzata come area mercatale fino al 1978 e completamente ridisegnata e ristrutturata in stile "area verde" negli anni dal 1995 al 1998.
In data 4 maggio 2023 la stessa area verde è stata intitolata dal Comune di Torino a Valentino Mazzola, nell'anniversario della tragedia di Superga. [13]

## Trasporti

### Metro
La Metropolitana di Torino è attiva nel territorio con l'omonima stazione di fronte al centro fieristico - commerciale del Lingotto, ma già sotto il quartiere Nizza Millefonti. 
I lavori in corso dal 2012 per il proseguimento a sud verso piazza Bengasi sono terminati il 23 aprile 2021, con l'apertura al pubblico di altre due stazioni e con nuovo capolinea in Piazza Bengasi.

### Tram

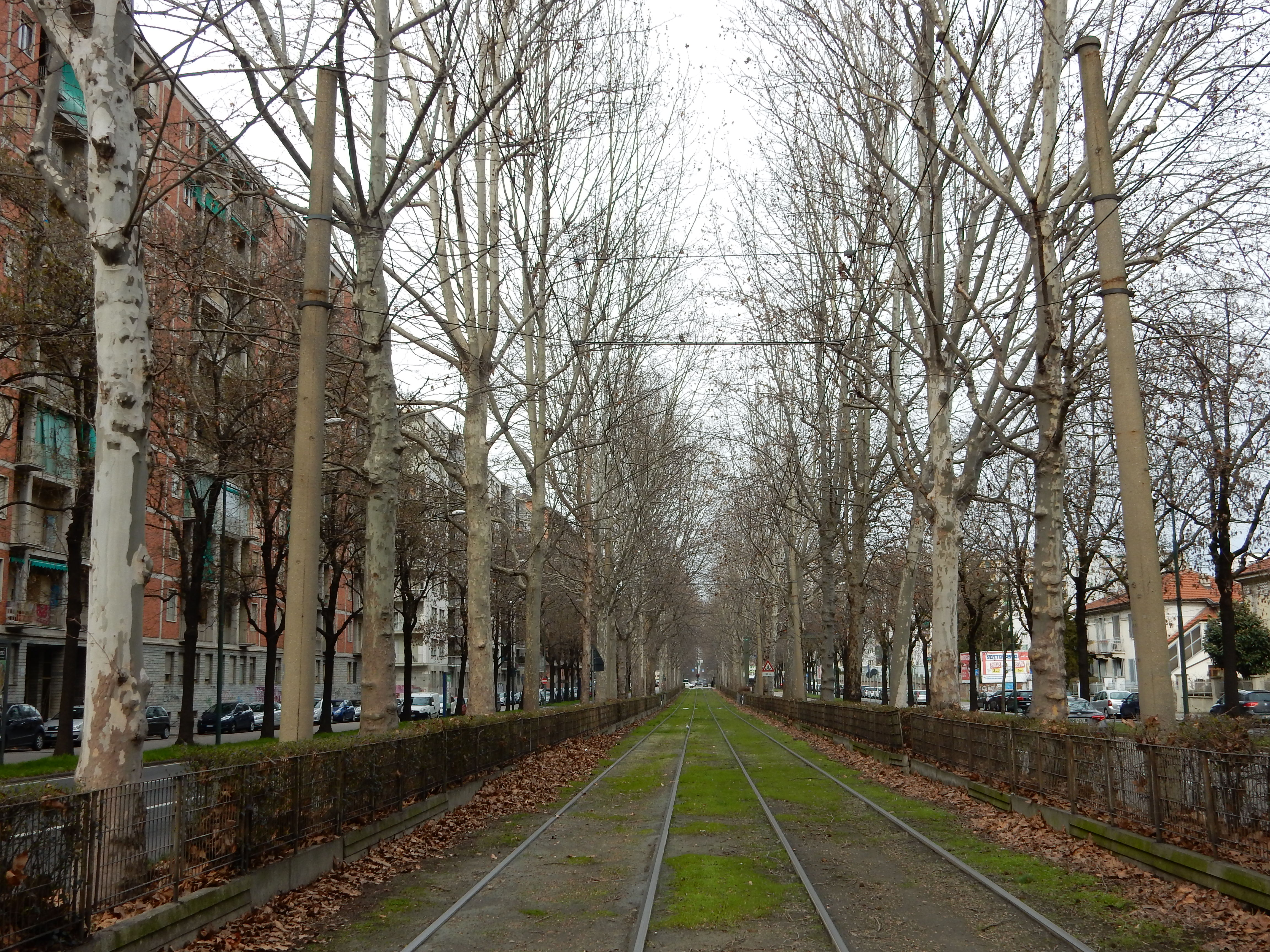
Linea tramviaria lungo Corso Agnelli

- 4 = Via Delle Querce - Strada Del Drosso
- 10 = Piazza Statuto - Corso Settembrini

### Bus urbani
- 2 = Via Corradino - Via Ponchielli
- 8 = Piazza Mochino (San Mauro) - Piazza Caio Mario
- 14 = Piazza Solferino - Via Amendola (Nichelino)
- 17 = Ospedale Rivoli - Via Ventimiglia (C.T.O.)
- 41 = Frazione di Borgaretto (Beinasco) - Stazione Lingotto
- 63 = Piazza Solferino - Via Negarville
- 63/ = Piazza Caio Mario - Stazione Lingotto
- 66 = Via Crea (Grugliasco) - Piazza Hermada (Corso Quintino Sella)
- 74 = Via Gorini - Via Ventimiglia (C.T.O.)

Inoltre è servito anche dalla Stazione ferroviaria di Torino Lingotto.
Tra il 1881 e il 1950 il quartiere fu servito anche dalla tranvia interurbana per Saluzzo.